# Antonino Mannino
Antonino Mannino detto Ninone (Carini, 7 dicembre 1939 – Partinico, 26 novembre 2022) è stato un politico italiano.

## Biografia
Nel 1961 fu segretario provinciale della FGCI. Dirigente del PCI siciliano, nel 1972 fu segretario del PCI di Palermo e nel 1974 della federazione provinciale.
Fu eletto nel 1983 alla Camera dei deputati per il Partito Comunista Italiano nella circoscrizione Palermo-Trapani-Agrigento-Caltanissetta alle elezioni politiche del 1983, raccogliendo 33.026 preferenze. Riconfermato alle politiche del 1987 con 34.321 preferenze, restò parlamentare fino al 1992. Quell'anno divenne segretario provinciale del PDS fino al 1993, quando fu eletto sindaco di Carini. conservò tale ruolo fino al dicembre 1997, senza venire riconfermato. Dal 2002 al 2005 fu presidente del "Centro studi Pio La Torre" (di cui fu collaboratore).